# Atrio-ventrikulärer Septumdefekt
Der Atrio-ventrikuläre Septumdefekt (Abk. AVSD), auch AV-Kanal und Endokardkissendefekt genannt, ist eine kombinierte Fehlbildung des Herzens im Bereich von Vorhof, Kammer und Scheidewand, bei der es zu offenen Verbindungen der Vorhöfe und der Hauptkammern kommt. Er macht etwa 3 % aller angeborenen Herzfehler aus. Die Häufigkeit liegt bei durchschnittlich 0,19 : 1.000 lebend geborenen Kindern, wobei beide Geschlechter gleich häufig betroffen sind.
Dieser Herzfehler ist neben dem Atriumseptumdefekt (ASD) auffallend häufig in Verbindung mit einem Down-Syndrom (Trisomie 21) zu finden: 43 % aller Patienten mit AVSD haben ein Down-Syndrom (vgl. Borth-Bruns & Eichler: Pädiatrische Kardiologie, 2004, S. 125).

## Fehlbildungen
Der AVSD entsteht aus einem Loch in der Vorhofscheidewand (Atriumseptumdefekt), einem Loch in der Kammerscheidewand (Ventrikelseptumdefekt) und einer Fehlbildung von Trikuspidalklappe (zwischen rechtem Vorhof und rechter Herzkammer) und Mitralklappe (zwischen linkem Vorhof und linker Herzkammer). Die Aortenklappe (zwischen linker Herzkammer und Aorta) liegt weiter vorn-oben als üblicherweise. Trikuspidal- und Mitralklappe sind nicht als eigentlich veränderte Klappen zu sehen, sondern sie haben einen gemeinsamen Klappenring, und diese sogenannte „Kanalklappe“ weist eine variable Anzahl von Klappensegeln (meist 4 bis 7) auf. Das Erregungsleitungssystem ist auf Grund des Defektes ebenfalls verlagert. Hieraus resultiert im EKG der für den AVSD typische überdrehte Lagetyp, zumeist in Form eines überdrehten Linkstypen.
Anatomisch wird beim AVSD unterschieden, ob ein wirksames Ventrikelseptum vorhanden ist oder nicht. Das ergibt sich daraus, ob die Ebene der Verbindung zwischen links und rechts in Höhe der Herzkammern liegt oder nur der Vorkammern. Weiter wird unterschieden zwischen dem AVSD Typ A, B und C:
Darüber hinaus wird eingestuft in die Kategorien Kompletter Atrio-ventrikulärer Septumdefekt, mit einer gemeinsamen Kanalklappe als einziger Öffnung zwischen Vorhöfen und Herzkammern und Partieller bzw. inkompletter Atrio-ventrikulärer Septumdefekt mit getrennten linken und rechten Öffnungen durch einen verbindenden Gewebeteil zwischen den Brückensegeln in Höhe des Ventrikelseptums. Besteht neben einem Defekt im Ostium Primum (ASD I) eine Fehlbildung der Einlassklappen oder einer Einlassklappe, so wird dies als inkompletter AV-Kanal bezeichnet.

## Begleitende Fehlbildungen und/oder Kombinationen
können sein:
- eine Unterentwicklung (Hypoplasie) der rechten oder linken Herzkammer
- eine Subaortenstenose (Verengung des unteren Anteils der Aortenklappe)
- eine Aortenisthmusstenose
- weitere Ventrikelseptumdefekte
- eine Fallot-Tetralogie

## Diagnostik
- Echokardiografie

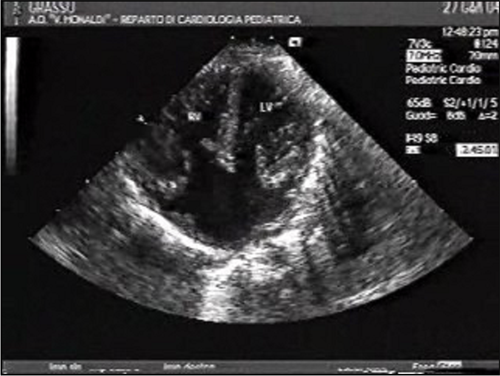
Echokardiografie eines kompletten atrio-ventrikulärer Septumdefektes

- Herzkatheteruntersuchung für die Operationsplanung
- EKG zur Diagnostik von Herzrhythmusstörungen, überdrehter Linkstyp (s. o.)
- Röntgenaufnahme zur Information über die Folgen auf das Lungengefäßsystem

## Therapie und Prognose
Die meisten AVSD sind heutzutage operabel. Die kreislauftrennende Operation unter Einsatz der Herz-Lungen-Maschine geht je nach individueller Ausprägung des AVSD mit sehr guten Langzeitprognosen einher. Erneute Operationen sind die Ausnahme. Eine Endokarditisprophylaxe ist nach aktuellen Leitlinien (ESC 2009) nur indiziert, wenn es sekundär zu einem zyanotischen Herzfehler (Eisenmenger-Reaktion) gekommen ist sowie in den ersten sechs Monaten nach einer operativen oder interventionellen Versorgung des AVSD unter Verwendung von prothetischem Material. Regelmäßige Kontrolluntersuchungen sind unverzichtbar.
Unbehandelt kann der AVSD (je nach Ausprägung) eine Pulmonale Hypertonie (Lungenhochdruck) und schließlich eine Eisenmenger-Reaktion auslösen. Diese bedingt eine Verkürzung der Lebenserwartung. 4 von 5 Kindern mit einem kompletten AV-Kanal überleben ohne Behandlung die ersten beiden Jahre nach der Geburt nicht (vgl. Borth-Bruns & Eichler: Pädiatrische Kardiologie, 2004, S. 131).
Das Wiederholungsrisiko für die Geburt eines weiteren Kindes mit einem AVSD (oder einem anderen Herzfehler) in einer Familie beträgt 2,5 % wenn schon ein Kind betroffen ist und 10 % wenn zwei Kinder mit diesem Herzfehler geboren wurden. Hat die Mutter einen AVSD, liegt das Wiederholungsrisiko statistisch bei 14 % (Angaben nicht gesichert). Ist der Vater betroffen, bei 1 %. (Beide Angaben nach NORA et al. 1991) Da sich für die Schwangerschaft einer Frau mit angeborenem komplexen Herzfehler jedoch besondere Fragestellungen ergeben, dürfte die absolute Anzahl von Wiederholungen sehr gering sein.